# 闇與帽子與書的旅人
《闇與帽子與書的旅人》（ヤミと帽子と本の旅人）是ORBIT的旗下品牌ROOT在2002年12月20日發售的戀愛冒險類型成人遊戲，後來被改编成电视动画於2003年10月開始播出。

## 登場人物
東葉月（声：岩田由貴）
女主角。一直和初美生活在一起。雖然和初美不是親姐妹，但是形同親姐妹一般。喜歡初美。因初美在她16歲生日消失後，一心想找到她，因此在各個世界旅遊。具有很強的戰鬥力。
初美（依布）（eve，声：赤白杏奈）
最神秘的人物，智慧之光的源泉。她有永恆的生命，在一個世界裡面只會停留16年，是這個世界裏面類似於神一樣的人物。在葉月的世界裡她是初美，她和葉月生活在一起，16歲時離開葉月的世界。她是善和愛的化身，喜歡在各個世界中穿行去幫助别人。動畫裡面所有的人都在找她。
莉莉絲（lilith/ririsu，声：朝宮咲）
圖書館的管理員，eve的親姐姐，總是待在圖書館的中心部分，人類看不見她。外表看來是14歲的小女孩，但是實際上非常聰明。本身是完美主義者，雖然個性很單純，但是說起話來卻總是一副十分偉大的樣子。身上所穿的衣服是被稱作ジョウ君的生物。ジョウ君是有一頂帽子和斗篷組成，斗篷的垂邊可以無限分支和延伸。透過控制ジョウ君，她可以在這個大小可以與宇宙匹敵的圖書館中輕鬆地管理書本。喜歡葉月，和葉月一起在各個世界尋找eve。
ken-chan
莉莉絲的隨從鸚鵡。說大阪方言。經常遭到莉莉絲的各種虐待，是個搞笑的角色。
穿著類似yami服的小不點的神秘角色。
竹姬
竹林世界中的善良的公主，和初美長得很像。
Aya
神秘的角色，平民妖精的最高位，可以自由穿行於不同的世界中。她很喜歡惡作劇。很有來頭。
魔女Seiren
在多個世界中出現，莉莉絲所創造，主要出現在小島的世界中 。
城堡裏的公主
後來成爲紅狐狸妖精的女仆，公主被格爾剛裘亞奪去靈魂後成爲青蛙，被紅狐狸所救而成爲其女仆。

## 工作人員
- 監製、音樂：KIM's SOUNDROOM
- 原畫：CARNELIAN
- 劇本：宙形安久里
- 原聲帶製作：Feel.、佐藤裕美

## 漫畫
漫畫版《闇與帽子與書的旅人 ～ROMANCE～》（ヤミと帽子と本の旅人 〜ロマンス〜）於角川書店漫畫雜誌《Comptiq》上連載，作畫為櫻井綾、單行本全1冊。繁體中文版由台灣角川代理，列為限制級。
| 冊數 | 角川書店       | 角川書店               | 台灣角川      | 台灣角川           |
| 冊數 | 發售日期       | ISBN                   | 發售日期      | ISBN               |
| ---- | -------------- | ---------------------- | ------------- | ------------------ |
| 全   | 2003年12月19日 | ISBN 978-4-04-713593-2 | 2004年7月23日 | ISBN 986-74-2710-6 |

## 電視動畫
avex mode製作，於2003年10月至2004年1月播放。全13話。故事內容與原作相差頗大，最明顯的是故事變成百合動畫。

### 時間軸
本動畫的時間軸非常複雜，順序如下：
1. 第3話B部份+第4話+第9話B部份（鍊金術世界）
2. 第7話B部份+第1話A部份（現代世界）
3. 第3話A部份（闇的圖書館）
4. 第6話+第7話A部份（孤島世界）
5. 第5話（原始創世世界）
6. 第8話+第9話A部份（世界）
7. 第1話B部份+第2話（夜行列車世界）
8. 第10話B部份+第11話A部份（移民宇宙船世界）
9. 第10話A部份+第11話B部份+第12話（宇宙庭園世界）
10. 第13話（現代世界、闇的圖書館（結局））

（P·S）详解（按各线时间顺序） 
注：[]为舞台背景；()为主要登场人物；<>为话数。
叶月和初美
1. [现代世界](叶月和初美)<第7话>
2. [现代世界](叶月和初美)<第1话>
3. [闇的图书馆](叶月、リリス和小健)<第3话>
4. [宇宙庭园世界](叶月、初美和玉藻の前)<第12话>
5. [现代世界](叶月和初美)<第13话>
6. [现代世界]（叶月）<第13话>

叶月、リリス和小健
1. [夜行列车世界](叶月、リリス、小健和皇蓉子)<第1、2话>
2. [原始创世世界](叶月、リリス、小健和クイル)<第5话>
3. [孤岛世界](叶月、リリス、小健和ミルカ)<第6、7话>
4. [アルカディア世界](叶月、リリス、小健、藤姫和メイリン )<第8、9话>
5. [移民宇宙船世界](叶月、リリス、小健和レイラ )<第10、11话>
6. [宇宙庭园世界](叶月、リリス、小健、玉藻の前和初美)<第11、12话>

ガルガンチュア、律子和ジル
1. [亚尔卡迪亚城堡](ガルガンチュア、3个小鬼和赛伦)<第2话>
2. [向日葵的小山·教会](ガルガンチュア、律子和ジル)<第3话>
3. [炼金术世界](ガルガンチュア、律子和マリエル )<第4话>
4. [亚尔卡迪亚城堡](ガルガンチュア、3个小鬼和リリス)<第9、10话>
5. [宇宙庭园世界](ガルガンチュア、3个小鬼、玉藻の前和奥美)<第10、11、12话>
6. [向日葵的小山·教会](ガルガンチュア、律子和ジル)<第12话>

夏娃
1. [宇宙庭园世界]（夏娃、叶月、リリス、ガルガンチュア、玉藻の前和小健）<第11、12话>
2. [闇的图书馆]（夏娃和リリス）<第13话>

### 工作人員
- 監督：山口祐司
- 系列構成：望月智充
- 人物設計、總作畫監督：西田亞沙子
- 色彩設計：松本真司
- 攝影監督：近藤慎与
- 編集：松村正宏
- 音響監督：辻谷耕史
- 音樂：多田彰文
- 美術監督：小山俊久、渡邊紳
- 總製作人、企劃：長澤隆之
- 製作指揮：長谷川洋
- 出資制作：高谷与志人、高畑裕一郎、浦崎宣光
- 動畫製作：STUDIO DEEN
- 製作、著作：avex mode

### 各話標題
| 話數 | 日文標題 | 中文標題   | 劇本              | 分鏡                       | 演出     | 作畫監督          |
| ---- | -------- | ---------- | ----------------- | -------------------------- | -------- | ----------------- |
| 1    |          | 葉月       | 望月智充 川瀨敏文 | 山口祐司 西村純二          | 山口祐司 | 堀越久美子        |
| 2    |          | 蓉子       | 川瀨敏文          | 西村純二                   | 佐藤照雄 | 江森真理子        |
| 3    |          | 吉爾       | 望月智充 中瀬理香 | 南康宏 林有紀 虎田功       | 南康宏   | 友岡新平          |
| 4    |          | 瑪莉艾爾   | 中瀬理香          | 林有紀                     | 林有紀   | 關崎高明          |
| 5    |          | 葵爾       | 白根秀樹          | とくしまひさし             | 吉田俊司 | 塩川貴史 中野典克 |
| 6    |          | 密爾佳     | 望月智充          | 山本秀世                   | 佐藤照雄 | 坂井久太          |
| 7    |          | 初美       | 望月智充          | 川崎逸朗                   | 岡本英樹 | 堀越久美子        |
| 8    |          | 藤姬       | 白根秀樹          | 小林孝嗣 南康宏            | 南康宏   | 友岡新平          |
| 9    |          | 梅凜       | 白根秀樹 中瀬理香 | 小林孝嗣 小倉宏文          | 林有紀   | 江森真理子        |
| 10   |          | 蕾拉       | 中瀬理香 望月智充 | 新留俊哉 山口祐司 川崎逸朗 | 鳥羽聰   | 關崎高明          |
| 11   |          | 九尾妖狐   | 中瀬理香 望月智充 | 新留俊哉 山口祐司 川崎逸朗 | 佐藤照雄 | 中野典克 門智昭   |
| 12   |          | 格爾剛裘亞 | 中瀬理香          | 山本秀世                   | 南康宏   | 堀越久美子        |
| 13   |          | 莉莉絲     | 望月智充          | 川瀬敏文                   | 岡本英樹 | 西田亜沙子        |

### 主题曲
- OP 瞳の中の迷宮/嘉阳爱子
- ED 永遠の祈りを捧げて/小林沙苗
- 插曲 Solitude/嘉阳爱子
- 插曲 君への旅/能登麻美子
- 插曲 オリジナルドラマ/嘉阳爱子

## 外部連結
- ORBIT OFFICIAL HOMEPAGE （页面存档备份，存于）（日語）
- avexmovie （页面存档备份，存于）（日語）
- バンダイチャンネル （页面存档备份，存于）（日語）
- 闇與帽子與書的旅人（動畫）在動畫新聞網百科全書中的資料（英文）
- 《闇與帽子與書的旅人》在視覺小說數據庫的頁面 （英文）